# Ozodes ibidiinus
Ozodes ibidiinus är en skalbaggsart som beskrevs av Bates 1870. Ozodes ibidiinus ingår i släktet Ozodes och familjen långhorningar. Inga underarter finns listade i Catalogue of Life.